# Чемпионат Аргентины по баскетболу
ЛНБ (Национальная Баскетбольная Лига, исп. Liga Nacional de Básquet) — высший дивизион системы баскетбольных лиг Аргентины. В соревновании принимают участие 20 клубов.
Первый чемпионат Аргентины был проведён в 1928 году. В 1985 году создана Национальная баскетбольная лига (ЛНБ). Определяющую роль в создании лиги в 1985 году сыграли баскетбольный тренер Леон Нажнудел и спортивный журналист Освальдо Оркаситас. Они планировали сделать чемпионат Аргентины похожим на НБА (логотипы, Матч всех звезд, система плей-офф), но при этом оставили систему вылета — худшие команды по итогам сезона опускались в низший дивизион.
В 2002 году клубы чемпионата Аргентины начали выводить из обращения игровые номера баскетболистов, отмечая таким образом их заслуги. С тех пор шесть разных клубов вывели в общей сложности из обращения 17 игровых номеров. 
В данный момент в чемпионате Аргентины выступает 20 команд, восемь из них базируются в провинции Буэнос-Айрес. Самым титулованным клубом страны является «Атенас» с 9 титулами, а последние 4 чемпионата выиграл «Сан-Лоренсо», за который выступают чемпион НБА Джоэль Энтони и один из лучших легионеров в истории чемпионата Дар Такер.

## Чемпионы
* В 21 веке
| Сезон   | Чемпион                  | Счет | Финалист                 |
| ------- | ------------------------ | ---- | ------------------------ |
| 2000-01 | Эстудиантес              | 4-1  | Либертад                 |
| 2001-02 | Атенас                   | 4-1  | Эстудиантес              |
| 2002-03 | Атенас                   | 4-2  | Бока Хуниорс             |
| 2003-04 | Бока Хуниорс             | 4-2  | Химнасия и Эсгрима (Л-П) |
| 2004-05 | Бен Ур                   | 4-1  | Бока Хуниорс             |
| 2005-06 | Химнасия и Эсгрима (К-Р) | 4-2  | Либертад                 |
| 2006-07 | Бока Хуниорс             | 4-2  | Пеньяроль                |
| 2007-08 | Либертад                 | 4-0  | Кимса                    |
| 2008-09 | Атенас                   | 4-2  | Пеньяроль                |
| 2009-10 | Пеньяроль                | 4-1  | Атенас                   |
| 2010-11 | Пеньяроль                | 4-1  | Атенас                   |
| 2011-12 | Пеньяроль                | 4-2  | Обрас Санитариас         |
| 2012-13 | Регатас                  | 4-0  | Ланус                    |
| 2013-14 | Пеньяроль                | 4-2  | Регатас                  |
| 2014-15 | Кимса                    | 4-2  | Химнасия и Эсгрима (К-Р) |